# Csaba Czakó
Csaba Czakó (* 6. April 1943 in Budapest; † 25. März 2023) war ein ungarischer Ruderer.

## Biografie
Csaba Czakó belegte bei den Weltmeisterschaften 1966 im Vierer ohne Steuermann den vierten Platz. Ein Jahr später gewann er bei den Europameisterschaften in Vichy in der gleichen Bootsklasse die Bronzemedaille. Es folgte ein sechster Platz bei der EM 1969 und eine Teilnahme an den Olympischen Sommerspielen 1972 in München in der Vierer-ohne-Steuermann-Regatta. 
Nach seiner aktiven Karriere war er Trainer beim Csepel SC und anschließend zwischen 1978 und 1991 Generalsekretär des ungarischen Ruderverbands.